# San Pedro, Sabanilla
San Pedro är en ort i Mexiko.   Den ligger i kommunen Sabanilla och delstaten Chiapas, i den sydöstra delen av landet, 700 km öster om huvudstaden Mexico City. San Pedro ligger 236 meter över havet och antalet invånare är 131.
Terrängen runt San Pedro är huvudsakligen bergig, men den allra närmaste omgivningen är kuperad. San Pedro ligger nere i en dal. Runt San Pedro är det ganska tätbefolkat, med 96 invånare per kvadratkilometer. Närmaste större samhälle är Simojovel de Allende, 12,8 km sydväst om San Pedro. Trakten runt San Pedro består till största delen av jordbruksmark.